# Jean-Claude Wuillemin
Jean-Claude Wuillemin, né le 22 juin 1943 à Plougasnou et mort le 2 novembre 1993 à Rouen, est un coureur cycliste professionnel français. Il s'est notamment classé huitième du Tour d'Espagne 1965, tout en ayant remporté une étape.

## Biographie
Jean-Claude Wuillemin commence le cyclisme amateur à la fin des années 50 au Véloce Club Rouen entraîné par Michel Couraët, directeur sportif du VC Rouen. 
Il remporte de nombreuses courses régionales.

## Palmarès

### Amateur
- 1962
  - Maillot des Jeunes
  - Prix de la Sainte-Christine
- 1964
  - Maillot des As
  - Paris-Eu
  - Tour du Roussillon :
    - Classement général
    - 2e étape[2]

  - Prix de la Sainte-Christine
  - 3e de Paris-Ézy

### Professionnel
- 1965
  - 8e étape du Tour d'Espagne
  - 2e du Grand Prix de Cannes
  - 8e du Tour d'Espagne

### Résultats sur les grands tours

#### Tour d'Espagne
1 participation
- 1965 : 8e, vainqueur de la 8e étape

### Jeux olympiques
- Jeux olympiques d'été de 1964 à Tokyo, 100 km par équipe : 6e